# Willem de Fesch
Willem de Fesch (Alkmaar, 26 agosto 1687 – Londra, 3 gennaio 1761) è stato un compositore e violinista olandese.

## Biografia
Willem De Fesch nacque ad Alkmaar il 26 agosto 1687 e fu probabilmente un allievo di Noël-Charles Rosier e di Alphonse d'Ève. Lavorò ad Amsterdam dal 1710 al 1725 e fece numerose rappresentazioni ad Anversa. Dal 1725 al 1731 fu Kapellmeister presso la cattedrale di Anversa, poi andò a Londra dove suonò concerti come violonista con l'orchestra di Handel (nel 1746).
Tra il 1748 e il 1749, fu direttore d'orchestra al Marylebone Gardens, ma dopo il 1750 non fece più apparizioni pubbliche.
Le sue composizioni includono gli oratori Judith (1735) e Joseph (1746), che ebbero numerose rappresentazioni pubbliche (la partitura di Judith è perduta, ma quella del Joseph è stata ritrovata negli anni '80), pezzi di musica da camera, sonate solistiche e a tre, lieder, due cantate, una messa e concerti.
Alcuni dei suoi pezzi sono a volte comparati a quelli d'Antonio Vivaldi (specialmente i concerti per violino).

## Musica strumentale
- Op. 1: 6 Sonate per 2 violini e 6 Sonate per due violoncelli  (Roger/Amsterdam 1715)
- Op. 2: Molti concerti e Concerti grossi (Roger/Amsterdam 1717)
- Op. 3: Molti concerti e Concerti grossi (Roger/Amsterdam 1718)
- Op. 4: 6 Sonate per violino e Basso continuo (B. c.), 6 Sonate per 2 violoncelli (1725)
- Op. 5: Concerti e Concerti grossi (Le Cène/Amsterdam 1725)
- Op. 6: Sonate per strumento solo con b. c. (1730)
- Op. 7: 10 Sonate a tre 2 flauti o violini e Basso continuo (1733)
- Op. 8: Sonate (1736)
- Op. 9: Sonate per 2 violini o flauti (Walsh/Londra 1739)
- Op. 10: Molti concerti e Concerti grossi (Walsh/Londra 1741)
- Op. 11: Duo per 2 violoni o flauti (1743)
- Op. 12: Sonate per 2 violoni o flauti (1748)
- Op. 13: Sonate per violoncello e b. c. (1750)
- Missa paschalis (1730)
- Gli oratori Judith (1733), Joseph (1745) e anche canti